# بال‌پرنده‌ای کنزی
بال‌پرنده‌ای کنزی (نام علمی: Troides priamus) نام یک گونه از تیره پروانه‌های دم‌چلچله‌ای است. بال‌پرنده‌ای کنزی بزرگترین پروانه بومی در استرالیا می‌باشد. طول بال جنس ماده ۱۵۰ میلی‌متر و جنس نر ۱۲۵ میلی‌متر است.

## نگارخانه

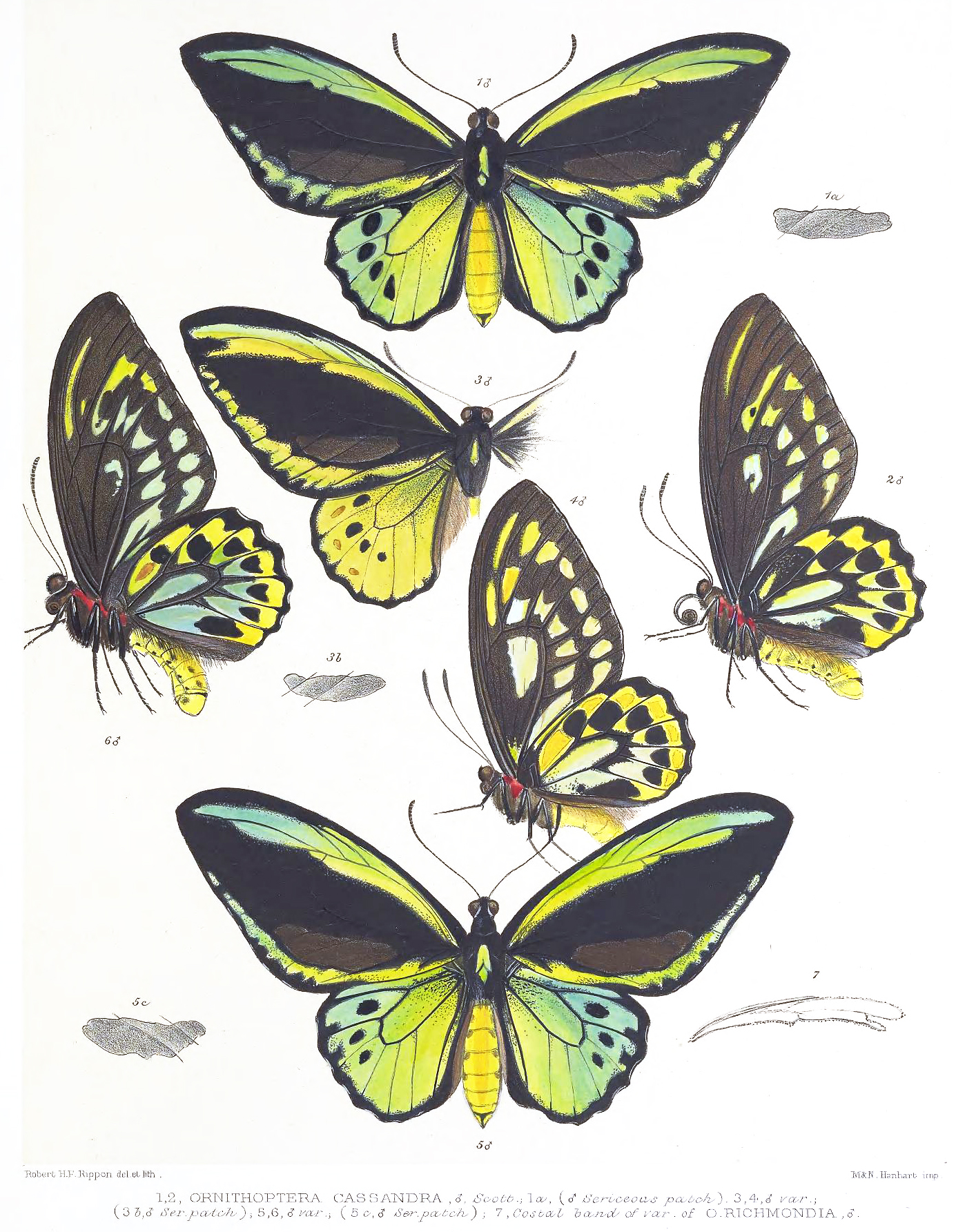
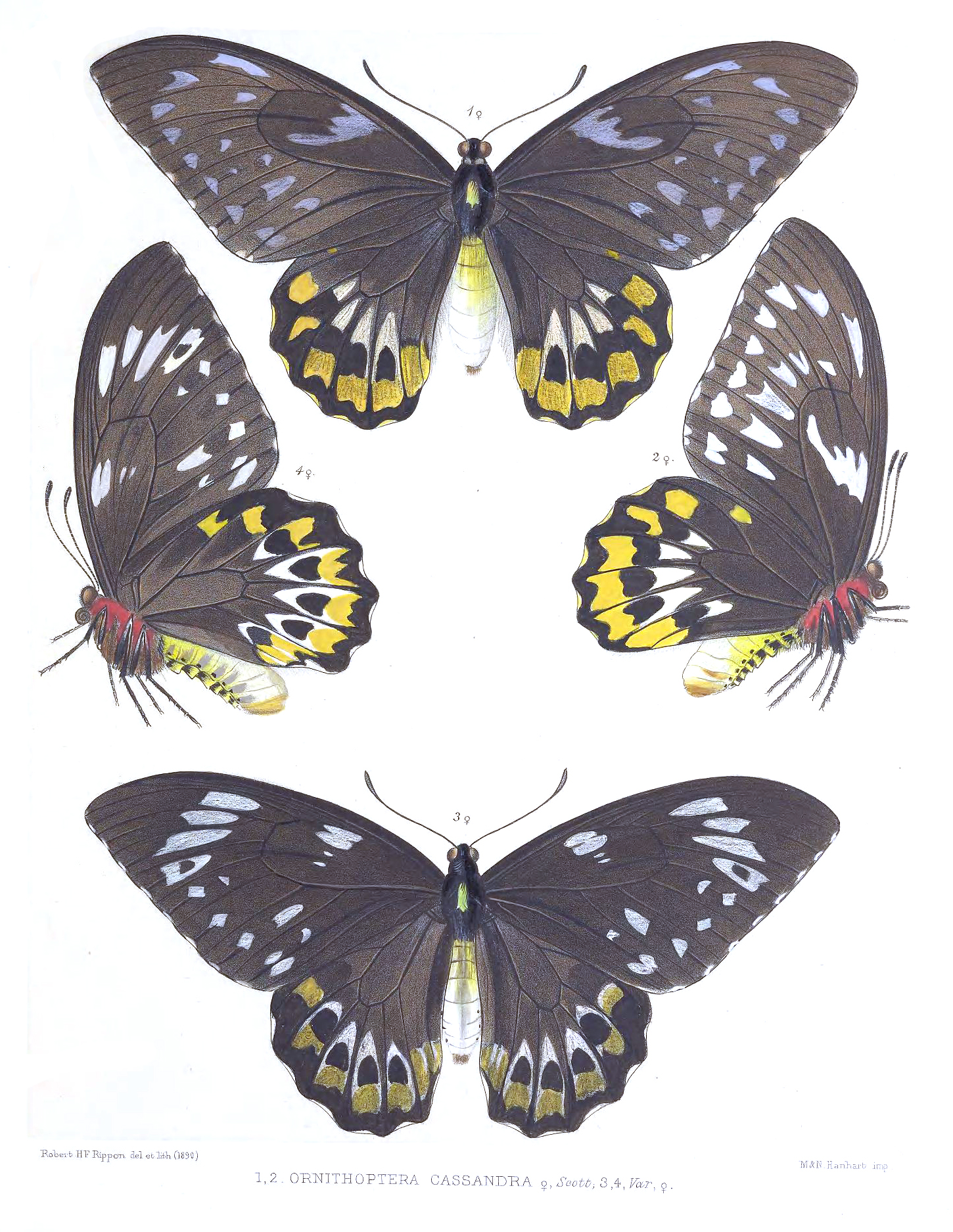
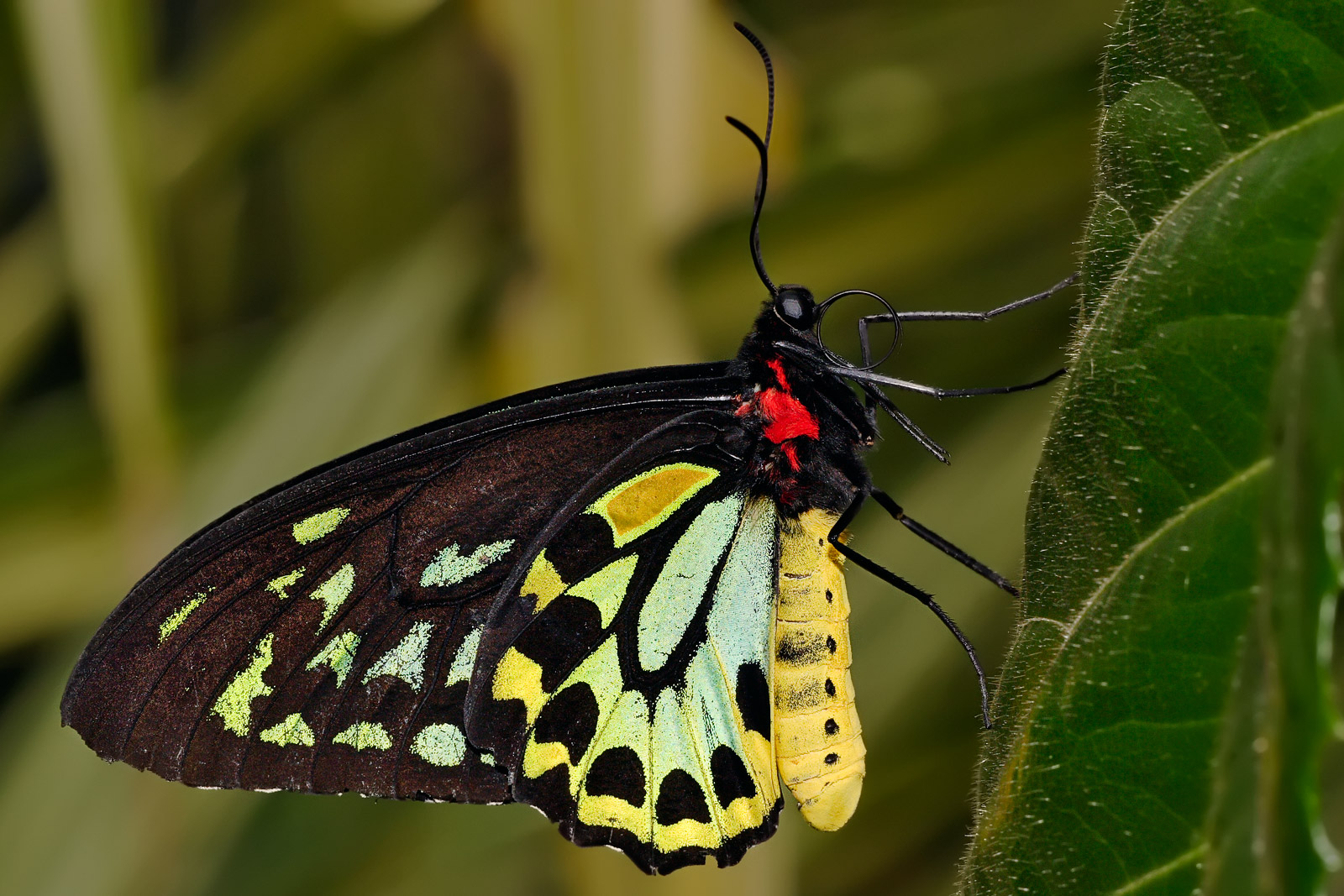